# Єжов Микола Герасимович
Микола Герасимович Єжов (1922—1945) — сержант Робітничо-селянської Червоної армії, учасник Другої світової війни, Герой Радянського Союзу (1945).

## Біографія
Микола Єжов народився 4 січня 1922 року в селі Ядгарово (нині — Кугарчинський район Башкортостану). Отримав неповну середню освіту, після чого працював електриком на Мєдногорському мідно-сірчаному комбінаті в Чкаловській області. У 1941 році призваний на службу в Робітничо-селянську Червону армію. З того ж року — на фронтах Другої світової війни. До березня 1945 року сержант Микола Єжов командував гарматою 571-го артилерійського полку 154-ї стрілецької дивізії 2-ї гвардійської армії 3-го Білоруського фронту. Відзначився під час визволення Польщі.
1 березня 1945 року під час боїв в районі озера Тифен-Зеє в 30 кілометрах на схід від міста Бранево Єжов викотив гармату і відкрив вогонь по противнику, знищивши опорний пункт, 5 кулеметів, близько 20 солдатів і офіцерів. Коли супротивник зробив ряд контратак, основна тяжкість їх відображення лягла на розрахунок Єжова. Під час четвертої контратаки Єжов був важко поранений у ногу, але продовжував вести вогонь, замінивши пораненого навідника. Під час шостої контратаки Єжов був убитий осколком Похований у Бранево.
Указом Президії Верховної Ради СРСР від 29 червня 1945 року за зразкове виконання бойових завдань командування і проявлені при цьому геройство і мужність" сержант Микола Єжов посмертно удостоєний звання Героя Радянського Союзу.

## Нагороди
- Медаль «Золота Зірка» Героя Радянського Союзу (29.06.1945)[2].
- Орден Леніна (29.06.1945).
- Орден Червоної Зірки (28.07.1944).
- Орден Слави 2-го ступеня (16.01.1945)[4].
- Орден Слави 3-го ступеня (1944).
- Медаль «За бойові заслуги» (15.09.1943)[5].
- Медаль «За бойові заслуги» (28.12.1943)[6].

## Пам'ять
- Іменем Єжова названа вулиця в Мєдногорську, на одному з будинків якої встановлена меморіальна дошка.
- У середній школі села Ібрагімово Кувандицького району Оренбурзької області та біля центральної прохідної Мєдногорського мідно-сірчаного комбінату, де він працював, встановлені погруддя Героя[1][7].
- На будівлі електроцеху Мєдногорського мідно-сірчаного комбінату, останнього місця роботи М. Г. Єжова, встановлена меморіальна дошка[7].
- Гранітна зірка з портретом М. Г. Єжова встановлена 1 жовтня 2018 року на Алеї героїв у центрі міста Медногорска Оренбурзької області[8].